# Elenor Holder
Elenor Holder (* 14. Mai 1951 in Reutlingen; † 29. November 2008 in Köln) war eine deutsche Schauspielerin, Regisseurin und Dozentin.

## Leben
Sie erhielt ihre Schauspielausbildung an der Neuen Münchner Schauspielschule und besuchte Schauspielseminare bei Augusto Fernandes, Zygmunt Molik und Elsa Wolliaston, außerdem den „Camera Acting Workshop“ bei Jerry Coyle in New York.
Seit 1974 hatte sie Theaterengagements an den Stadttheatern in Dortmund, Heidelberg, Moers, Oberhausen und Ulm, am Nationaltheater Mannheim, an den Staatstheatern Darmstadt und Karlsruhe, am Thalia Theater in Hamburg sowie Gastspiele in Deutschland, Schweiz und den USA. Sie arbeitete als Theaterregisseurin in Heidelberg, Moers und Köln. Außerdem übernahm sie diverse Rollen in Film- und Fernsehproduktionen, war Sprecherin in Hörspielen und Features. 1997 holte sie Meinhard Zanger als Dozentin an die dem Kölner Theater der Keller angeschlossene Schauspielschule, an der sie bis 2007 unterrichtete.
Elenor Holder lebte zuletzt in Köln. Sie war mit dem Arzt Matthias Barner verheiratet, mit dem sie zwei Kinder hat. Sie starb am 29. November 2008 nach kurzer schwerer Krankheit in Köln.

## Inszenierungen (Auswahl)
- Eine Woche voller SAMStage (Paul Maar, Köln 1998)
- Sommer (Edward Bond, Köln 2000)